# Южно-тирольское сепаратистское движение
Южно-тирольское сепаратистское движение (нем. Südtiroler Unabhängigkeitsbewegung, итал. Movimento d'Indipendenza dell'Alto Adige) — политическое движение в итальянской автономной провинции Больцано — Альто-Адидже, которое призывает к отделению региона от Италии и настаивает на его воссоединении с федеральной землёй Тироль в Австрии. Одновременно некоторые группы выступают за создание временного Свободного государства Южный Тироль в качестве суверенного государства в период реинтеграции.

## История
Территория современного Южного Тироля была центром Графства Тироль в составе Священной Римской империи германской нации. После смерти Мейнхарда, единственного сына Маргариты, графини Тирольской, в 1363 году Тироль объединился с наследственной землёй династии Габсбургов и был австрийской Коронной землёй на протяжении веков, за исключением периода наполеоновских войн. После их завершения, в 1814 году, он снова попал под юрисдикцию Австрийской империи. Рост национализма бросил заметную тень на Европу после наполеоновских войн. Во время владычества Баварии над Тиролем в регионе произошло тирольское восстание. В Королевстве Италия пыл итальянского ирредентизма зародился в 1866 году. Ирредентизм повлёк за собой объединение всех территорий на Апеннинском полуострове или территорий, которые считаются итальянскими, в единую нацию. Южный Тироль, учитывая его географическое положение к югу от Альп, и, несмотря на немецкоязычное, ориентированное на австрийцев большинство населения, многие итальянцы желали видеть частью Италии.
С началом Первой мировой войны Италия оставалась строго нейтральным государством. Только 26 апреля 1915 года она объявила войну Центральным державам. Этот шаг итальянского руководства объясняется историками секретным подписанием Лондонского договора, который предполагал, что в обмен на поддержку Италия «получит Трентино, Сизальпинский Тироль с его географической и естественной границей (граница Бреннера)» от союзницы Германии — Австро-Венгерской империи. Несмотря на петиции государственных должностных лиц Южного Тироля и заверения президента США Вудро Вильсона о том, что «перенастройка границ Италии должна осуществляться с учётом проживающих на территории национальностей», Южный Тироль и Трентино попали под итальянскую военную администрацию с подписанием Сен-Жерменского договора в сентябре 1919 года.

### Немецко-итальянская напряжённость
С приходом к власти Бенито Муссолини и фашистов в Италии в 1922 году возникло сильное стремление к итальянизации, которая, по сути, предполагала исключить использование немецкого языка в речи и повседневном использовании, например, на дорожных знаках и объявлениях. К началу Второй мировой войны Италия и нацистская Германия объединились, сформировав державы Оси. Это привело к соглашению между двумя авторитарными диктатурами, которое предполагало предоставить южно-тирольцам трудный и вынужденный выбор: эмигрировать в нацистскую Германию или подвергнуться итальянизации. 86 % южно-тирольцев выбрали переселение на территории, контролируемые (или оккупированные) Германией. Из-за начала Второй мировой войны только часть этой группы людей смогли покинуть родные земли. Даже несмотря на то, что большинство эмигрантов вернулись после войны, эта политика привела к потере для региона 75 000 населения. Лингвистические реформы были начаты после свержения фашистского режима в 1945 году. Были восстановлены большинство основных прав южно-тирольцев, которые ранее не соблюдались.

### Автономный статус
Южный Тироль получил статус автономного региона в соответствии с соглашением между правительством Италии и местными должностными лицами в 1972 году. Это привело к гораздо более высокому уровню самоуправления в провинции, масштабы которого были предметом горячих споров вплоть до окончательного соглашения между правительствами Австрии и Италии в 1992 году. Утверждение Южного Тироля в качестве самоуправляющейся провинции даёт ему множество привилегий, например, из налогов, уплачиваемых на территории Южного Тироля, только 10 % поступает центральному правительству в Риме.

## Сепаратистское движение

### Нападения и бомбардировки инфраструктуры
Самая ранняя послевоенная деятельность, направленная на отделение Южного Тироля от Италии, была начата Комитетом освобождения Южного Тироля, который проводил бомбардировки итальянской инфраструктуры и уничтожение памятников времён фашизма, главным образом, между серединой 1950-х и 1961 годом. Наиболее заметным из этих инцидентов была Огненная ночь 12 июня 1961 года, в результате которой взрывчаткой был разрушен большой блок электроснабжения. За этим инцидентом последовала серия бомбардировок и засад на карабинеров и других лиц, служащих в итальянских силах безопасности, причём наиболее известной была атака 1967 года на патруль в Чима Валлоне. Итальянский суд заочно вынес обвинительные приговоры группе боевиков BAS во главе с Норбертом Бургером, основателем австрийской НДП.
Спустя годы после прекращения деятельности Комитета освобождения появилась группа «Один Тироль» (нем. Ein Tirol), крайне правая террористическая организация, которая последовала примеру своего предшественника, нанеся значительный урон различным памятникам времён итальянского фашизма, а также и другим историческим монументам. С середины 1980-х годов экстремистские группировки играют гораздо менее заметную и насильственную роль в движении за независимость; в 2009 году на горном склоне во время празднования праздника Святейшего Сердца Иисуса было выжжено название организации.

### Политические организации
Некоторые политические партии, выступающие за отделение Южного Тироля от Италии, стали менее заметными как на местном, так и на национальном уровнях, в том числе Южно-тирольская Свобода, Либерально-демократический альянс «Свобода» и Гражданский союз за Южный Тироль. Эти партии занимают 10 из 35 мест в Южно-тирольском совете провинции, и Южно-тирольская народная партия автономистов неизменно одерживает победу над коалицией вышеназванных партий на выборах. Политические движения, характерные для Южного Тироля, не поддерживают отношения с Лигой Севера, цели которой иногда трактуются созданием независимого государства Падания в Северной Италии.

### Популярность
Интенсивность призывов к отделению Южного Тироля от Италии зависят от времени и политического климата. В 1991 году неофициальное голосование показало, что большинство германоговорящих в Южном Тироле предпочитают оставаться в составе Италии. Опросы, проведённые австрийским научно-исследовательским институтом Karmasin, показывают, что 54 % германо- и ладиноговорящих южно-тирольцев поддерживают отделение от Италии, в то время как 46 % всего населения (включая итальянцев) также поддерживают отделение Южного Тироля от Италии.

#### Популярность политических партий на 2008 год
| Партия                                      | Голосов | %      | Мест в Совете провинции |
| ------------------------------------------- | ------- | ------ | ----------------------- |
| Либерально-демократический альянс «Свобода» | 43,614  | 14.3 % | 5                       |
| Южно-тирольская Свобода                     | 14,888  | 4.9 %  | 2                       |
| Союз за Южный Тироль                        | 7,048   | 2.3 %  | 1                       |
| ВСЕГО:                                      | 65,550  | 21.5 % | 8                       |

#### Популярность политических партий на 2013 год
| Партия                                                               | Голосов | %      | Мест в Совете провинции |
| -------------------------------------------------------------------- | ------- | ------ | ----------------------- |
| Либерально-демократический альянс «Свобода»                          | 51,504  | 17.9 % | 6                       |
| Южно-тирольская Свобода                                              | 20,736  | 7.2 %  | 3                       |
| Гражданский союз за Южный Тироль-Мы южно-тирольцы-Ладинские доломиты | 6,065   | 2.1 %  | 1                       |
| ВСЕГО:                                                               | 78,305  | 27.3 % | 10                      |

#### Популярность политических партий на 2018 год
| Партия                                      | Голосов | %      | Мест в Совете провинции |
| ------------------------------------------- | ------- | ------ | ----------------------- |
| Либерально-демократический альянс «Свобода» | 17,620  | 6.2 %  | 2                       |
| Южно-тирольская Свобода                     | 16,927  | 6.0 %  | 2                       |
| Гражданский союз за Южный Тироль            | 3,664   | 1.3 %  | 0                       |
| ВСЕГО:                                      | 38,211  | 13.4 % | 4                       |

## Причины сепаратизма

### Этническое и язычное разнообразие
Ниже приведены данные в процентах, полученные путём переписи населения Южного Тироля на основе их родного языка:
| Год  | Немцы | Итальянцы | Ладины | Другие | Страна         |
| ---- | ----- | --------- | ------ | ------ | -------------- |
| 1880 | 90.6  | 3.4       | 4.3    | 1.7    | Австро-Венгрия |
| 1890 | 89.0  | 4.5       | 4.3    | 2.3    | Австро-Венгрия |
| 1900 | 88.8  | 4.0       | 4.0    | 3.2    | Австро-Венгрия |
| 1910 | 89.0  | 2.9       | 3.8    | 4.3    | Австро-Венгрия |
| 1921 | 75.9  | 10.6      | 3.9    | 9.6    | Италия         |
| 1961 | 62.2  | 34.3      | 3.4    | 0.1    | Италия         |
| 1971 | 62.9  | 33.3      | 3.7    | 0.1    | Италия         |
| 1981 | 64.9  | 28.7      | 4.1    | 2.2    | Италия         |
| 1991 | 65.3  | 26.5      | 4.2    | 4.0    | Италия         |
| 2001 | 64.0  | 24.5      | 4.0    | 7.4    | Италия         |
| 2011 | 61.5  | 23.1      | 4.0    | 11.4   | Италия         |

Напряжённость в отношении справедливого обращения и признания носителей языковых меньшинств стала исторической причиной сепаратизма, хотя их защита закреплена законом, принятым в ноябре 1991 года.

### Экономическая ситуация
Южный Тироль является одной из самых богатых провинций Италии с ВВП на душу населения в 32 000 евро. При этом Италия является страной, которая пострадала от неуклонного экономического спада с момента возникновения кризиса в еврозоне в 2009 году. В 2012 году регион должен был выделить 120 миллионов евро на стабилизацию национального бюджета Италии. Чтобы добиться этого, регион был вынужден повысить налоги и сборы на ведение растениеводства, что, по мнению экспертов, нарушает статус Южного Тироля как автономного региона. Ева Клотц, основатель и представитель Южно-тирольской Свободы в местном парламенте, выразила мнение большинства германоязычного населения Южного Тироля, заявив, что регион «не должен быть затянут проблемами» остальной Италии.

## Отношения с Австрией
Становление Южного Тироля частью Италии часто являлось источником напряжения в международных отношениях между Италией и Австрией. Сразу после Второй мировой войны переходное австрийское правительство выразило обеспокоенность по поводу ущемления прав этнических меньшинств: немецкого и ладинского народов в Южном Тироле. Эта проблема была решена путём подписания Парижского договора двумя сторонами 5 сентября 1946 года, создав почву для автономии Южного Тироля и защиты меньшинств. Тем не менее, изменения, продиктованные договором, остались в значительной степени неосуществлёнными, в результате чего Австрия обратилась в Организацию Объединённых Наций в 1961 году. Австрия оспаривала претензии Италии в отношении Южного Тироля вплоть до принятия автономного статуса в 1992 году; в середине 1990-х годов австрийское правительство обратилось к своим итальянским коллегам с просьбой объявить амнистию активистам за независимость Южного Тироля, большинство из которых участвовали в кампании бомбардировок в 1950-х и 60-х годах. Австрийская партия свободы поощряет выдачу австрийского гражданства южно-тирольцам, хотя австрийское правительство неоднократно критиковало эту позицию.